# Ellada Alawerdjan
Ellada Alawerdjan (armenisch Էլլադա Ալավերդյան; englisch Ellada Alaverdyan; * 2. Februar 2000) ist eine armenische Leichtathletin, die im Mittelstrecken- und Hindernislauf an den Start geht.

## Sportliche Laufbahn
Erste internationale Erfahrungen sammelte Ellada Alawerdjan im Jahr 2014, als sie bei den Balkan-Hallenmeisterschaften in Istanbul in 11:09,97 min den siebten Platz im 3000-Meter-Lauf belegte. Im Jahr darauf gelangte sie beim Europäischen Olympischen Jugendfestival (EYOF) in Tiflis mit 7:17,70 min auf Rang neun über 2000 m Hindernis und 2016 belegte sie bei den Balkan-Hallenmeisterschaften in Istanbul in 2:18,69 min und 4:45,15 min jeweils den sechsten Platz über 800 und 1500 Meter. Im Juli schied sie bei den erstmals ausgetragenen Jugendeuropameisterschaften in Tiflis mit 7:06,71 min im Vorlauf über 2000 m Hindernis aus. Im Jahr darauf belegte sie bei den U20-Balkan-Hallenmeisterschaften in Istanbul in 4:35,48 min den vierten Platz im 1500-Meter-Lauf und im Juni gewann er bei den U18-Balkan-Meisterschaften ebendort in 7:11,76 min die Bronzemedaille im Hindernislauf. 2018 belegte sie bei den Balkan-Hallenmeisterschaften in Istanbul in 4:55,90 min den siebten Platz über 1500 Meter und im Jahr darauf gelangte sie bei den U20-Balkan-Hallenmeisterschaften ebendort mit 4,43,71 min auf den fünften Platz. Anschließend belegte er bei den Balkan-Hallenmeisterschaften in 4:54,05 min den sechsten Platz. 2020 gelangte er bei den Balkan-Hallenmeisterschaften in Istanbul mit 4:36,54 min auf den achten Platz und im Jahr darauf belegte er bei den Balkan-Meisterschaften in Smederevo in 2:10,02 min bzw. 4:57,67 min den elften bzw. neunten Platz über 800 und 1500 Meter. 2022 wurde sie bei den Balkan-Hallenmeisterschaften in Istanbul über 800 Meter disqualifiziert und im Jahr darauf wurde sie bei der 3. Liga der Team-Europameisterschaft im Rahmen der Europaspiele in Chorzów in 2:11,17 min Siebte über 800 Meter und in 11:02,54 min Elfte über 3000 m Hindernis. Im August belegte sie bei den Spielen der Frankophonie in Kinshasa in 2:16,38 min den sechsten Platz im 800-Meter-Lauf. 2024 gelangte sie bei den Balkan-Hallenmeisterschaften in Istanbul mit 2:07,97 min auf den siebten Platz über 800 Meter und im Mai wurde sie bei den Freiluft-Balkan-Meisterschaften in Izmir in 2:06,77 min 13.
In den Jahren 2019 und 2021 wurde Alawerdjan armenische Meisterin im 1500-Meter-Lauf sowie 2021 auch über 800 Meter.

## Persönliche Bestleistungen
- 800 Meter: 2:06,77 min, 25. Mai 2024 in Izmir
  - 800 Meter (Halle): 2:07,97 min, 10. Februar 2024 in Istanbul (armenischer Rekord)
  - 1500 Meter (Halle): 4:35,48 min, 12. Februar 2017 in Istanbul (armenischer Rekord)
- 2000 m Hindernis: 7:06,71 min, 14. Juli 2016 in Tiflis (nationale Bestleistung)
- 3000 m Hindernis: 11:02,54 min, 22. Juni 2023 in Chorzów (armenischer Rekord)